# Séguédin (Nanoro)
Pour les articles homonymes, voir Séguédin.
Séguédin est une commune située dans le département de Nanoro de la province de Boulkiemdé dans la région du Centre-Ouest au Burkina Faso.

## Éducation et santé
La commune accueille un centre de santé et de promotion sociale (CSPS).